# 北条維貞
北条 維貞（ほうじょう これさだ）は、鎌倉時代後期の北条氏の一門、大仏流の当主。大仏 維貞（おさらぎ -）ともいう。父は北条宗宣。六波羅探題南方・連署などを歴任した人物である。

## 生涯
弘安8年（1285年）、北条宗宣（後の第11代執権）の子として生まれる。生誕年に関しては異説もあるが、元服時に得宗の北条貞時（第9代執権）より偏諱（「貞」の1字）を受けて貞宗（さだむね、初名）と名乗っていることから、その辺りの時期とみて間違いはないだろう。時期や理由は不明だが、のちに維貞に改名した。
嘉元2年（1304年）7月10日に引付衆に任じられる。以後は小侍奉行、評定衆、四番引付頭人と順調に出世を重ねるが、正和元年（1312年）に父宗宣が死去し、正和2年（1313年）7月26日には引付頭人を辞任。同日には一番引付頭人の塩田国時と二番引付頭人の普恩寺基時も辞任している。
正和4年（1315年）に六波羅探題南方に任じられて西国・畿内の悪党の取り締まりに尽力した。しかし長期の在京を嫌ったのか元応3年（1321年）7月3日に突然鎌倉に下向している。だが当時の六波羅探題は北方が不在で探題は維貞のみであり、得宗北条高時が「御気色不快」だったため5日に再び上洛している。当時、維貞の祖父宣時は鎌倉で存命だったが、維貞の従兄弟で庶流の貞直が宣時の遠江国・佐渡国守護を継承したと見られ、嫡流の維貞を凌ぐ地位を築きつつあったことが理由と見る見解もある（貞直はさらに元亨2年（1322年）には四番引付頭人に就任している）。元亨3年（1323年）に宣時が死去した後、元亨4年（1324年）になってようやく維貞の探題職の辞任が認められ、鎌倉への帰還を命じられたが、この時に後任の金沢貞将への引き継ぎ、さらに8月の維貞鎌倉下向による空白の合間をぬって後醍醐天皇一派が9月に正中の変を引き起こしている。そして変後の10月30日には評定衆に返り咲いた。
正中3年（1326年）4月24日に連署となり、第16代執権の赤橋守時を補佐した。しかしこれは同年の嘉暦の騒動によるものから内管領として幕政を主導していた長崎高資らによる融和策の一環として維貞が利用されたものとされる。そしてほどなくして病に倒れ、出家してから嘉暦2年（1327年）9月7日に死去した。享年43。
家督は嫡子の高宣（たかのぶ）が継いだが翌年4月に早世し、弟の家時（いえとき）が家督を継いだが、以後再び庶流の貞直が大仏流の中心的な存在となった。大仏流は鎌倉幕府滅亡時に貞直が討死、家時が自決し、家時の弟貞宗、高直らが降伏後に処刑されている。

## 人物
和歌の才能に優れた文化人であり、『玉葉和歌集』に維貞の作品11首が遺されている。

## 年譜
※ 日付＝旧暦
- 1301年（正安3年）7月15日、式部少丞。8月20日、従五位下叙位。式部少丞如元。
- 1303年（乾元2年）5月18日、右馬助に転任。
- 1304年（嘉元2年）7月10日、幕府の引付衆となる。
- 1305年（嘉元3年）5月6日、小侍奉行を兼帯。
- 1306年（徳治元年）8月4日、評定衆に異動。
- 1307年（徳治2年）12月6日、五番引付頭人を兼帯。
- 1308年（徳治3年）7月19日、従五位上に昇叙。右馬助如元。
- 1309年（延慶2年）3月15日、六番引付頭人に異動。評定衆如元。
- 1310年（延慶3年）2月28日、五番引付頭人に異動。評定衆如元。
- 1311年（応長元年）10月3日、父・宗宣が執権となる。10月25日、維貞は四番引付頭人に異動。評定衆如元。
- 1312年（正和元）5月29日、父・宗宣が執権を退任し出家。6月12日、宗宣没す。
- 1313年（正和2年）7月26日、四番引付頭人を辞す。
- 1314年（正和3年）閏3月25日、正五位下に昇叙。右馬助如元。10月21日、陸奥守に転任。
- 1315年（正和4年）9月2日、六波羅探題南方に異動。
- 1324年（元亨4年）8月17日、六波羅探題南方退任。10月30日、評定衆に異動。
- 1326年（正中3年）4月24日、連署に異動。10月10日、修理大夫に転任。
- 1327年（嘉暦2年）7月、従四位下に昇叙。修理大夫如元。9月6日、修理大夫辞任。9月7日、出家（法名：慈眼）したが、同日死去。享年43。

※（参考）鎌倉年代記（増補続史料大成）、北条時政以来後見次第（東京大学史料編纂所所蔵影写）